# Mecer
Mecer (hebrejsky מֶצֶר, v oficiálním přepisu do angličtiny Mezer, přepisováno též Metzer) je vesnice typu kibuc v Izraeli, v Haifském distriktu, v Oblastní radě Menaše.

## Geografie
Leží v nadmořské výšce 75 metrů v pahorkatině na pomezí pobřežní nížiny a kopcovitých oblastí podél Zelené linie oddělující vlastní Izrael v mezinárodně uznávaných hranicích od okupovaného Západního břehu Jordánu.
Obec se nachází 15 kilometrů od břehu Středozemního moře, cca 47 kilometrů severovýchodně od centra Tel Avivu, cca 42 kilometrů jihojihovýchodně od centra Haify a 12 kilometrů východně od města Chadera. Mecer obývají Židé, přičemž osídlení v tomto regionu je etnicky smíšené. Na jih od kibucu začíná téměř souvislý pás měst a vesnic obývaných izraelskými Araby - takzvaný Trojúhelník (nejblíže je to město Baka-Džat necelé 2 kilometry odtud). Další arabská sídla se nalézají severně odtud (vesnice Mejsir) a dále k severovýchodu v regionu Vádí Ara. Tento arabský pás je ale 3 kilometry severně od kibucu přerušen židovským městem Kacir-Chariš, které se má podle rozhodnutí vlády z roku 2010 proměnit na velké město s desítkami tisíc obyvatel. Západním směrem v pobřežní nížině převládá židovské osídlení.
Mecer je na dopravní síť napojen pomocí místní silnice číslo 5923. Západně od kibucu probíhá dálnice číslo 6 (Transizraelská dálnice).

## Dějiny
Mecer byl založen v roce 1953. Jeho zakladateli byla skupina židovských přistěhovalců z Argentiny napojená na hnutí ha-Šomer ha-ca'ir. Do roku 1967 (tedy do izraelského obsazení Západního břehu Jordánu) šlo o odlehlou pohraniční osadu na tehdy mezinárodní hranici mezi Izraelem a Jordánskem. Vesnice má dobré vztahy se sousední arabskou osadu Mejsir.
První obyvatelé sem přišli 8. září 1953. Během 60. let 20. století dorazila další osadnická skupina z Jižní Ameriky (další skupiny následovaly i v dalších dekádách). V roce 1970 byl v obci otevřen plavecký bazén. Roku 1972 zde vznikla továrna.
Místní ekonomika je založena na zemědělství a průmyslu (výroba zařízení na umělé zavlažování). V červnu 2007 rozhodl kibuc o privatizaci a přechodu na individuální odměňování svých členů podle odvedené práce.
Během druhé intifády 28. října 2001 se na silnici poblíž kibucu odehrál palestinský útok, při kterém zemřel jeden člověk. K akci se přihlásily ozbrojené skupiny Tanzim. 10. listopadu 2002 pak přímo do kibucu pronikl palestinský útočník a zavraždil 5 lidí. K útoku se přihlásily Brigády mučedníků Al-Aksá.
Vesnice leží necelé 2 kilometry od Zelené linie. Od Západního břehu Jordánu byla ovšem počátkem 21. století oddělena bezpečnostní bariérou.

## Demografie
Podle údajů z roku 2014 tvořili naprostou většinu obyvatel v Mecer Židé (včetně statistické kategorie "ostatní", která zahrnuje nearabské obyvatele židovského původu ale bez formální příslušnosti k židovskému náboženství).
Jde o menší sídlo vesnického typu s dlouhodobě stagnující populací. K 31. prosinci 2014 zde žilo 404 lidí. Během roku 2014 populace stoupla o 1,3 %.
| Rok            | 1961 | 1972 | 1983 | 1995 | 2001 | 2003 | 2004 | 2005 | 2006 | 2007 | 2008 | 2009 | 2010 | 2011 | 2012 | 2013 | 2014 |
| -------------- | ---- | ---- | ---- | ---- | ---- | ---- | ---- | ---- | ---- | ---- | ---- | ---- | ---- | ---- | ---- | ---- | ---- |
| Počet obyvatel | 141  | 245  | 400  | 377  | 357  | 371  | 382  | 404  | 400  | 397  | 394  | 367  | 374  | 383  | 398  | 399  | 404  |